# Cal Ratat (Bot)
Cal Ratat és una obra de Bot (Terra Alta) inclosa a l'Inventari del Patrimoni Arquitectònic de Catalunya.

## Descripció
L'element més destacat d'aquest edifici, situat a la plaça de l'Església de Bot, és l'escut de pedra situat a la llinda que hi ha damunt la porta d'accés. És possible que s'hagi reutilitzat, al mateix lloc, al llarg del temps.
Està dividit en tres parts: a la meitat superior hi ha la figura d'un cap amb cabells llargs però no es pot assegurar que sigui una figura humana; a la part inferior esquerra hi ha un lleó i a la dreta una torre amb lletres a sota que són impossibles de llegir.